# Iulia Leorda
Iulia Leorda (ur. 18 lipca 1994) – mołdawska zapaśniczka startująca w stylu wolnym i judoczka. Wicemistrzyni świata w zapasach w 2021 roku. 
Brązowa medalistka mistrzostw Europy w 2021 i 2022; piąta w 2017 i 2023. Siódma w indywidualnym Pucharze Świata w 2020. Piętnasta na Igrzyskach europejskich w 2015 i dziewiąta w 2019. Akademicka mistrzyni świata w 2014, a druga w 2016. 
Wicemistrzyni igrzysk młodzieży w 2010. Trzecia na ME U-23 w 2017. Wicemistrzyni świata kadetów w 2011 roku.